# Euro Truck Simulator
『Euro Truck Simulator』（ユーロトラックシミュレーター）は、チェコのSCSソフトウェアが開発・販売するトレーラードライビングシミュレーションである。18 Wheels of Steelの欧州連合版とも言える作品（解りやすく言えば、セガの『エイティーン・ホイーラー』をパソコンに移植したようなもの）で、一種の職ゲーと言える。
2012年には、続編『Euro Truck Simulator 2』が発売された。

## 概要
2008年8月29日発売、翌年4月15日には、イギリスが追加されたGOLD版が発売された。
プレイヤーはトレーラートラックのドライバーとなり、EU11カ国の各地へ荷物を運ぶ。最初のうちは初期で選んだ国の国内向け輸送をこなしていくが、経験ランク（Novice→Experienced→Professional→Veteran→Masterの順）に国外輸送も手がける事になる。無論の事、事故や違反を起こすと報酬から天引きされてしまう。夜間走行や、悪天候下の輸送も存在する。
その他、ドライバーの疲労や燃料、トラックのチューニングと言った概念が存在する。
体験版も存在するが、時間制限が課される。また、駐車時はバックで入れなければならない。

## 登場する国
- イギリス - GOLD（Ver.1.3）から追加。
- フランス
- ドイツ
- イタリア
- オランダ
- スペイン
- ベルギー
- チェコ
- ポルトガル
- スイス
- オーストリア

## 登場車種
それぞれメルセデス・ベンツ・アクトロス、ボルボ・FH/FM、ルノートラックのルノー・マグナム、スカニアRシリーズがモデルであるが、ライセンスを取得していないため、若干デザインが変わっていたりする（MODで変更は可能）。初期は10万ユーロ以内のトラックを購入することになる。
| 名称             | エンジン諸元                       | ギア数 | 燃料タンク容量 | 価格     |
| ---------------- | ---------------------------------- | ------ | -------------- | -------- |
| Runner A Class   | 368kW (500馬力) 2450 Nm, V6 12.8l  | 14速   | 950            | €174,900 |
| Runner B Class   | 339 kW (460馬力) 2300Nm, V6 12.8l  | 12速   | 800            | €117,900 |
| Runner C Class   | 302 kW (410馬力) 1900 Nm, V6 10.8l | 9速    | 600            | €94,800  |
| Majestic A Class | 425 kW (578馬力) 2700 Nm, V8 16l   | 14速   | 850            | €176,900 |
| Majestic B Class | 370 kW (503馬力) 2400 Nm, V8 16l   | 12速   | 650            | €124,500 |
| Majestic C Class | 320 kW (435馬力) 2100 Nm, V6 12l   | 9速    | 590            | €97,800  |
| Swift A Class    | 456 kW (620馬力) 3000 Nm, V8 16l   | 14速   | 900            | €170,900 |
| Swift B Class    | 412 kW (560馬力) 2700 Nm, V8 16l   | 12速   | 700            | €125,100 |
| Swift C Class    | 345 kW (470馬力) 2200 Nm, V6 12l   | 9速    | 650            | €95,700  |
| Valiant A Class  | 485 kW (660馬力) 3100 Nm, V6 16l   | 14速   | 890            | €182,900 |
| Valiant B Class  | 426 kW (580馬力) 2800 Nm, V6 16l   | 12速   | 650            | €128,300 |
| Valiant C Class  | 353 kW (480馬力) 2400 Nm, V6 12.8l | 9速    | 600            | €96,500  |